# Wilhelm Beintmann
Friedrich Wilhelm Beintmann (* 16. Juni 1889 in Dortmund; † nach 1953) war ein deutscher Genre- und Porträtmaler.

## Leben
Wilhelm Beintmann studierte von 1909 bis 1914 an der Kunstakademie Düsseldorf, unter anderem bei Willy Spatz, und wird daher der Düsseldorfer Schule zugerechnet. 1914 nahm er an der Ausstellung zum 35. Stiftungsfest des Akademischen Vereins „Laetitia“ in der Düsseldorfer Kunsthalle teil. Ab 1912 und noch bis 1919 war er Mitglied des Künstlervereins „Malkasten“ in Düsseldorf.
1913 unternahmen Beintmann und Siegfried Bürmann, beide ehemalige Schüler von Willy Spatz, sowie Fritz Burmann, ebenfalls Absolvent der Düsseldorfer Akademie, eine Studienreise durch Italien mittels eines Karrens, den sie von Innsbruck aus über den Brenner zogen und in dem sie auch übernachteten. Im Juni 1914 reisten Beintmann und Bürmann zu Studienzwecken nach Nordafrika und Spanien. Dort wurden sie vom Ausbruch des Ersten Weltkriegs überrascht. Sie beschlossen, im neutralen Spanien zu bleiben. Bürmann wurde ein bekannter Bühnenbildner und Resident in Spanien; Beintmann schloss sich u. a. Künstlerkreisen in Cadiz, Madrid und Zaragoza an und zeigte seine Arbeiten, die Studien aus Nordafrika (7 Bildnisse) und zahlreiche Kompositionen aus Spanien, darunter vor allem Porträts, insbesondere von Flamenco-Tänzerinnen, in vielen Ausstellungen. Besprechungen hoben das Engagement des Deutschen „Guillermo Beintmann“ für „spanisches“ Ambiente, Land und Leute sowie die Farbigkeit hervor.
In den 1920er Jahren zog Beintmann nach Frankfurt am Main. Am 11. November 1922 heiratete er dort die 1897 geborene Anna Katharina Josefine Stasnÿ. Zwischen 1923 und 1925 wurden seine Bilder in Sammelausstellungen in der Kunsthandlung Heinrich Trittler in Frankfurt am Main gezeigt. Dort lebte er auch noch 1953.

## Ausstellungen (Auswahl)
- 1914: Ausstellung zum 35. Stiftungsfest des Akademischen Vereins „Laetitia“ in der Düsseldorfer Kunsthalle 1914[10]
- 1915: Madrid, Cento Alemán della Calle Alcalá,[11]
- 1917: Exposición Nationál de Pintura Escultua y Arqvuitectura. Catálogo oficial MCMXVII: Beitmann, natural de Alemania – Reside en Zaragoza: Corso, 6. 29. Retrato, 1,36 × 1,00.
- 1920: Barcelona, Salón Parés, 31. Januar bis 15. Februar 1920 (Einzelausstellung):[12] „Los alcaldes del pueblo“ (Die Bürgermeister der Stadt), „Aldeanos della villa de Ansó“ (Bewohner der Stadt Ansó)
- 1920: Exposición Nationál de Bellas Artes MCMXX. Catálogo oficial: Beintmann (D. Guillermo), natural de Alemania – Reside en Barcelona, 31. Retrato de Ina Andrès (óleo), 1,15 × 1,15.

## Werke (Auswahl)
- „Bildnis der Pianistin Pilar Bayona“ (um 1916)
- „Porträt einer Flamencotänzerin in Kostüm“ (fälschlich: „Porträt einer Dame im Kimono“), 1917; Öl/Lwd., 112 × 92 cm; bezeichnet unten rechts: Beintmann / Toledo 17 (Kunsthandel)
- „Muchachas junto a la rivera“, Öl/Lwd., 117 × 139,5 cm
- „Los alcaldes del pueblo“ (Die Bürgermeister der Stadt); „Aldeanos della villa de Ansó“ („Trachtengruppe aus dem Ansó-Tal“); „Bertita“, „Concha“, „Dionisia de Lanera in spanischer Tracht“; ausgestellt: Barcelona 1920, Abb.: Enrique Garro: „Beintmann pinto Espana“. In: Blanco y Negro. 10. November 1918.